# Velleia pubescens
Velleia pubescens är en tvåhjärtbladig växtart som beskrevs av Robert Brown. Velleia pubescens ingår i släktet Velleia och familjen Goodeniaceae. Inga underarter finns listade i Catalogue of Life.